# Бёттихер, Карл (архитектор)
Карл Готтлиб Вильгельм Бёттихер (нем. Karl Gottlieb Wilhelm Bötticher; 29 мая 1806, Нордхаузен, Тюрингия — 19 июня 1889, Берлин) — немецкий архитектор, историк искусства и археолог. Исследователь орнамента и античной архитектуры. В 1868—1876 годах хранитель Собрания скульптур (Skulpturensammlung) Берлинских музеев.

## Биография
Карл Бёттихер был старшим сыном трактирщика и пекаря Августа Бёттихера. После того как родители разошлись, остался с отцом, который ещё дважды женился. Музыкальные и артистические способности мальчика оставались незамеченными. Когда Карл учился в гимназии, благодаря вмешательству директора он смог начать стажировку в строительной отрасли — сначала в качестве «обмерщика» и начальника участка. Затем, в дополнение к профессиональной подготовке, стал изучать историю искусства в Берлинской строительной академии.
Ему пришлось отказаться от финансовой поддержки отца и зарабатывать на жизнь оформлением строительных заказов для различных коммерческих компаний. В архитектурных изысканиях Бёттихер сосредоточился на готике, которая оказала на него сильное влияние. Это увлечение привело его к знакомству с выдающимся архитектором и знатоком средневековой архитектуры Карлом Фридрихом Шинкелем, который устроил Бёттихера в 1830 году рисовальщиком и литографом для подготовки издания двухтомного сборника орнаментов и образцов изделий прикладного искусства, подготовленного Шинкелем и Кристианом Бейтом: «Образцы к подражанию для производителей и мастеров» (Musterbuch Vorbilder für Fabrikanten und Handwerker, 1821—1837). Специально для этой работы Бёттихер изучил технику литографии. Когда после завершения учёбы Бёттихер в 1833 году начал преподавать в школе живописцев Королевской фарфоровой мануфактуры, он также изучил ткацкое ремесло, чтобы иметь возможность со следующего года преподавать и в школе рисовальщиков (Dessinatur-Schule) для ткачей. Помимо преподавательской деятельности, Бёттихер опубликовал несколько учебных сборников орнаментов с собственными литографиями.
Его репутация рисовальщика принесла ему в 1839 году должность преподавателя рисования орнаментов в Берлинской академии искусств. Затем, с 1844 года, в течение тридцати шести лет он преподавал этот же предмет в должности профессора в Берлинской строительной академии.
Увлечение античностью привело Бёттихера к конфликту с профессорами академии, которая в то время была более подвержена влиянию национального романтизма. Свои последующие исследования Бёттихер посвятил исключительно древнегреческой архитектуре; в 1852 году он опубликовал работу по тектонике греческой архитектуры (Die Tektonik der Hellenen), которая широко обсуждалась в архитектурных кругах. Многие тезисы этой работы о развитии греческой архитектуры позднее были подвергнуты резкой критике и даже опровергнуты, в частности, в 1864—1865 годах архитектором Эрнстом Циллером, работавшим в Греции.
В день памяти скончавшегося Шинкеля 13 марта 1846 года (65-летия со дня его рождения) Бёттихер произнёс речь под названием «Принцип эллинской и германской архитектуры с учётом её переноса в архитектуру наших дней» (Das Princip der hellenischen und germanischen Bauweise hinsichtlich der Übertragung in die Bauweise unserer Tage).
За свои работы по тектонике в 1853 году Карл Бёттихер получил докторскую степень в Университете Грайфсвальда. В 1854 году последовала хабилитация, которая обеспечила ему должность преподавателя в Берлинском университете.
Личная жизнь архитектора складывалась неблагополучно. В 1833 году Бёттихер женился на Эмили Стир. В год хабилитации его единственный сын умер в возрасте тринадцати лет, после чего в 1858 году последовал развод с женой. В 1859 году он женился на вдове своего коллеги, но она скончалась в 1872 году.
В 1855 году, помимо преподавания, Карл Бёттихер получил должность ассистента хранителя Собрания скульптур (Skulpturensammlung) Берлинских музеев, а в 1868 году взял на себя руководство Античным собранием. Лишь в 1862 году Бёттихер смог сам поехать в Грецию и непосредственно изучать архитектуру, о которой он много писал. В 1860 году он был избран членом-корреспондентом Гёттингенской академии наук.
Пребывание Бёттихера на посту директора музея в последующие годы оценивали по большей части негативно. Его деятельность была отмечена противоречивыми решениями и конфликтами с сотрудниками. Подход Бёттихера к реорганизации экспозиции скульптур позднее был пересмотрен, как и ошибки в консервации скульптур. Всё это привело к тому, что Карл Бёттихер вынужден был оставить должность музейного хранителя и даже выйти из Археологического общества. Его преемником на посту директора музея стал Александр Конце.
В 1877 году Бёттихер заключил третий брак, уехал в Италию, а затем снова в Грецию; в Венеции он встретил Готфрида Земпера, с которым у него также были профессиональные разногласия, но это не повлияло на их добрые личные отношения. 19 июня 1889 года Бёттихер скончался после непродолжительной болезни в Берлине и был похоронен на втором кладбище церкви Пресвятой Троицы (Dreifaltigkeitskirchhof II).

## Основные работы
- Книга орнаментов для практического использования архитекторами, декораторами и художниками по росписи интерьеров (Ornamentenbuch zum praktischen Gebrauch für Architekten, Decorations- und Stubenmaler). 1834—1844
- Деревянное зодчество средневековья (Die Holzarchitektur des Mittelalters). 1835—1841
- Учебник орнаментов (Die Ornamenten-Schule). 1838
- Учебник рисования (Die Dessinateurschule). 1839
- Гипетральный храм: на основе сведений Витрувия против профессора Л. Росса (Der Hypäthratempel: Auf Grund des Vitruvischen Zeugnisses gegen Prof. L. Ross). 1847
- Тектоника эллинов. В 2-х т. и том таблиц (Die Tektonik der Hellenen). 1852
- К. Ф. Шинкель и его архитектурное наследие: напоминание своему преемнику в трёх речах и трёх тостах в дни празднования его дня рождения (C. F. Schinkel und sein baukünstlerisches Vermächtniß: Eine Mahnung an seine Nachfolge in der Zeit in drei Reden und drei Toasten an den Tagen der Geburtstagsfeier des Verewigten gesprochen). 1857
- Учебник архитектонических форм в орнаментальных изобретениях (Architektonische Formenschule in Ornamenterfindungen). 1858
- Образцы орнаментов (Ornament-Vorbilder). 1858
- Выражение священного и мирского в архитектуре эллинов (Andeutungen über das Heilige und das Profane in der Baukunst der Hellenen). 1846
- Принцип эллинской и германской архитектуры с учётом её переноса в архитектуру наших дней (Das Princip der hellenischen und germanischen Bauweise hinsichtlich der Übertragung in die Bauweise unserer Tage). 1846; 1906
- Греческий храм в пространстве, предназначенном для культовых целей (Der Hellenische Tempel in seiner Raumanlage für Zwecke des Cultus). 1849
- Культ дерева эллинов, представленный в соответствии с обычаями поклонения и традиционными изображениями (Der Baumkultus der Hellenen, nach den gottesdienstlichen Gebräuchen und den überlieferten Bildwerken dargestellt). 1856
- Отчет об исследованиях Акрополя в Афинах весной 1862 года (Bericht über die Untersuchungen auf der Akropolis von Athen im Frühjahre 1862). 1863
- Зофор Парфенона: относительно спора о его содержании и его отношении к этому зданию (Der Zophorus am Parthenon: Hinsichtlich der Streitfrage über seinen Inhalt und dessen Beziehung auf dieses Gebäude). 1875